# 普卡奧爾霍山 (安塔班巴區)
14°33′52″S 72°47′06″W / 14.56444°S 72.78500°W
普卡奧爾霍山（Puka Urqu），是秘魯的山峰，位於該國南部阿普里馬克大區，由安塔班巴省的安塔班巴區負責管轄，屬於萬索山脈的一部分，海拔高度4,800米。